# Philibert de l'Orme
Philibert de l'Orme (også stavet De l'Orme, de L'Orme eller Delorme, født mellem den 3. og den 9. juni 1514 i Lyon, død 8. januar 1570 i Paris) var en fransk arkitekt og forfatter, som var medvirkende til at bringe den italienske renæssance til Frankrig.
Som ganske ung rejste han til Rom, hvor han med iver studerede antik og moderne arkitektur; i 1536 blev han af kardinal Jean du Bellay kaldt tilbage til Frankrig og kom hurtig i berøring med hoffet, så at der i 1548 blev overdraget ham tilsyn med de kongelige bygninger. Han er en af de første franske arkitekter, som afgørende brød med gotikken og overførte Italiens højrenæssance på fransk grund i en skikkelse, som stundom var mere klassisk streng, stundom mere legende og ornamental (manieristisk).
De fleste af hans bygningsværker eksisterer ikke mere; for Diana af Poitiers byggede han i 1552 slottet Anet, hvis få rester nu er opstillede i gården i École des Beaux-Arts i Paris; for Katarina af Medici begyndte han i 1564 opførelsen af det 1871 nedbrændte slot Tuilerierne (nedrevet i 1883), hvis nederste del med de karakteristiske søjler (de l'Ormess "franske søjleorden") skyldes ham, medens andre fortsatte arbejdet. Han har fremdeles bygget slottet Meudon, tegnet Frants I's gravmæle i kirken Saint-Denis osv. Han opfandt et sindrigt konstrueret buetag, hvis buer sammensattes af korte stykker af planker i flere lag med vekslende stød, forbundne ved bolte. Vidnesbyrd både om hans selvfølelse og hans arkitektoniske kundskaber er et par interessante, litterære værker, Nouvelles inventions pour bien bastir et à petits fraiz (1561) og Le premier tome de l'Architecture (1567).